# Марен (кантон)
Марен (фр. Marennes) — кантон во Франции, находится в регионе Пуату — Шаранта. Департамент кантона — Шаранта Приморская. Входит в состав округа Рошфор. Население кантона на 2006 год составляло 13 870 человек.
Код INSEE кантона 1714. Всего в кантон Марен входят 7 коммун, из них главной коммуной является Марен.

## Коммуны кантона
- Бурсфран-ле-Шапю — население 3275 чел.
- Йер-Бруаж — население 627 чел.
- Ле-Гюа — население 1953 чел.
- Марен — население 5237 чел.
- Ньёль-сюр-Сёдр — население 733 чел.
- Сен-Жюст-Люзак — население 1738 чел.
- Сен-Сорнен — население 307 чел.